# 日本橋 (東京都中央區)

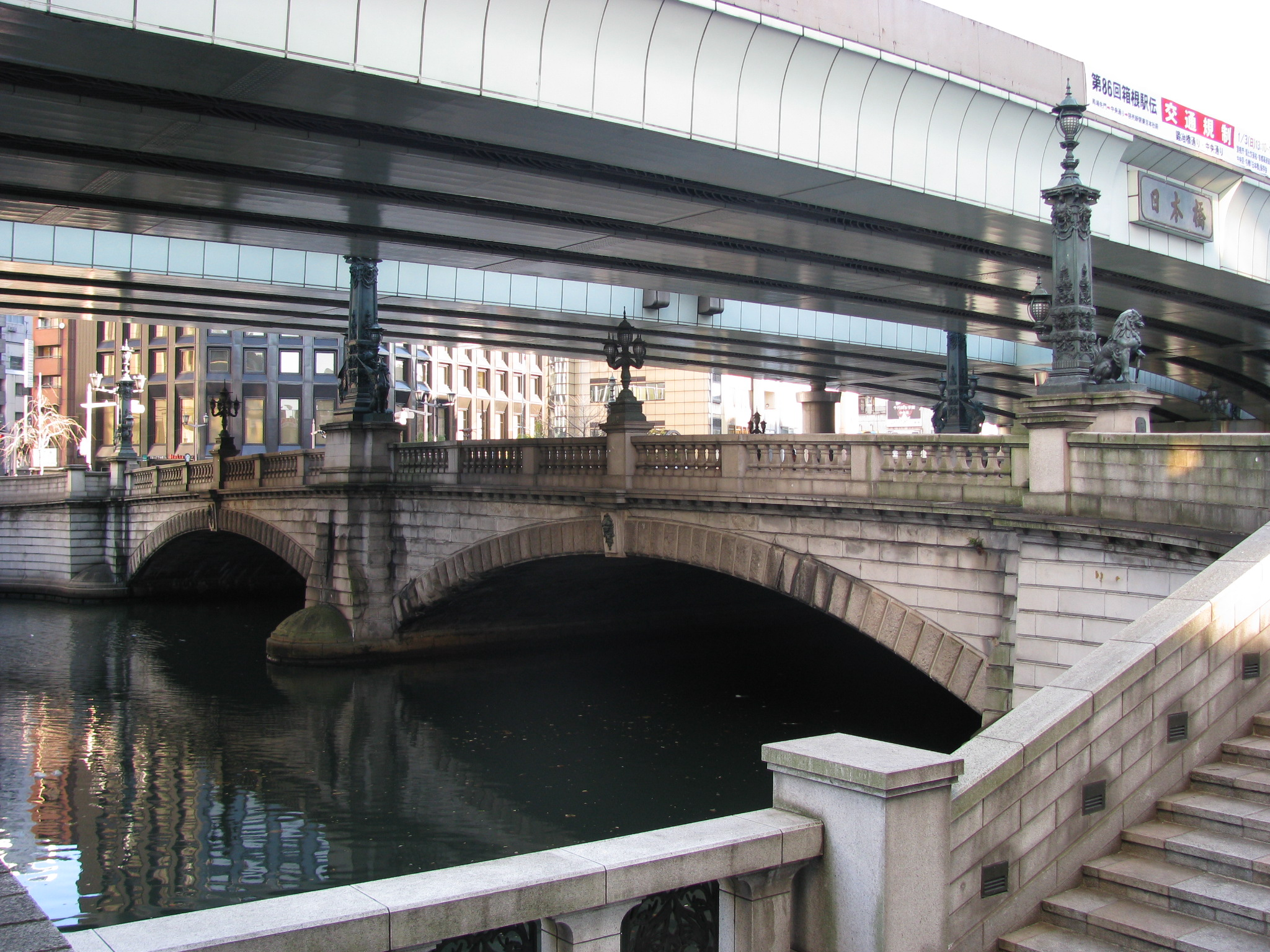
現今的第19代日本橋，1911年4月3日啟用，以花崗石築成。上方高速道路為首都高速都心環狀線。

日本橋（日语：／ Nihon bashi */?）是位於日本東京都中央區的橋梁，橫跨日本橋川，中央通穿越其上；橋上置有東京都的道路元標，即日本道路網的起點。廣義上，「日本橋」亦是該橋鄰近地帶的地名，並做為該橋鄰接地區的町名，為東京重要的商圈與金融區之一。

## 日本橋 (橋梁)
日本橋是1603年江戶幕府德川家康的全國道路網建設計劃「五街道」的基點。第一代日本橋在同年興建，是一座木造橋梁，其後經過火災及多次重建。現在的日本橋已是第19代，於1911年興建的石造二連拱橋。第19代的日本橋在1999年被日本政府列為國家重要文化財。在江戶東京博物館可以找到第一代木造日本橋的實物大複製品。
江戶時代的浮世繪，常描繪日本橋及富士山的景色。1964東京奧運舉行前，日本政府在其上興建了高架的首都高速道路路段（首都高速都心環狀線），遮蓋了橋上的天際線景觀。近年，日本橋附近的居民提出把此段的首都高速道路遷移或移至地下，以恢復舊有景觀。國土交通省已規劃在2020東京奧運後遷移日本橋上方的首都高速道路，恢復昔日景觀。

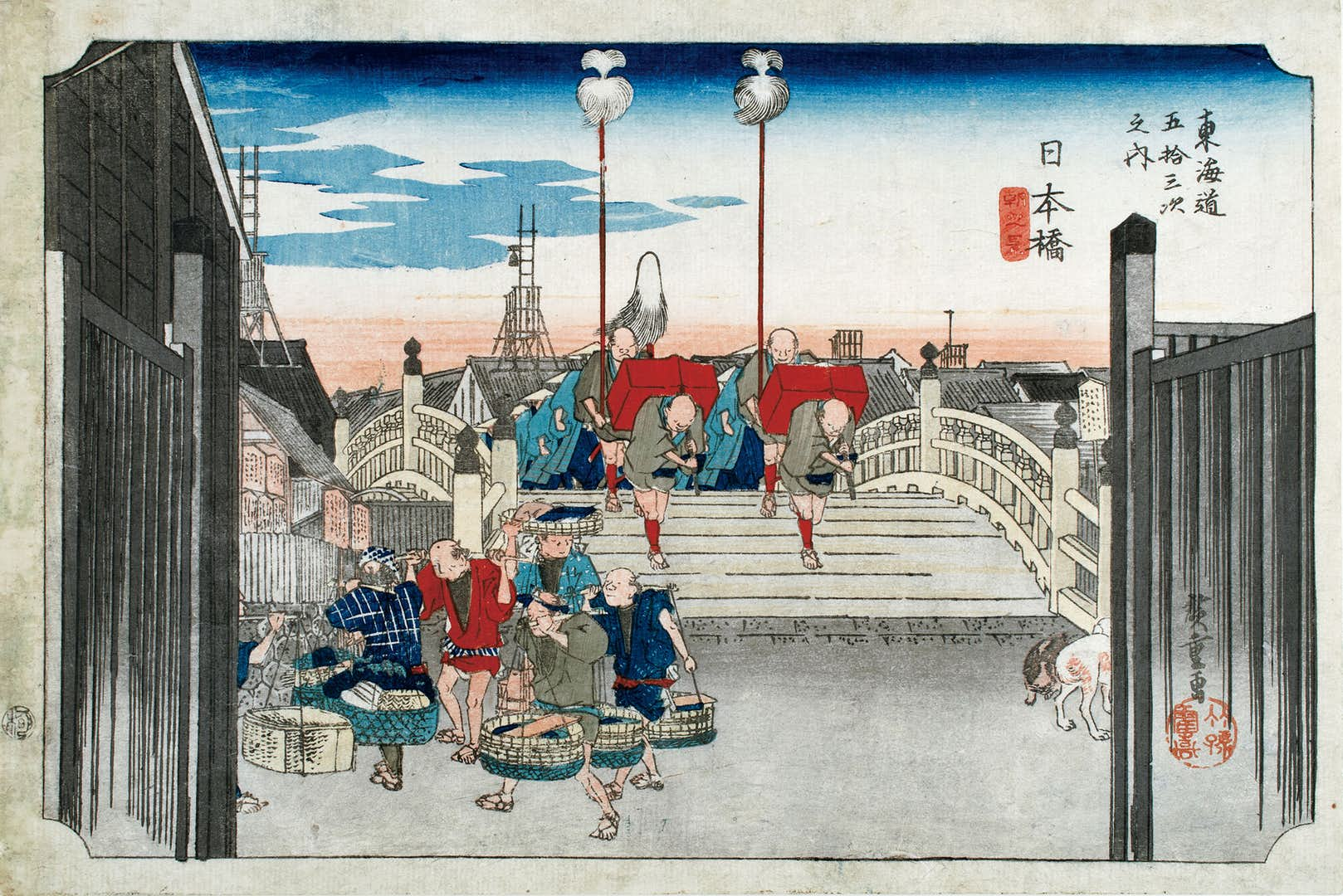
《東海道五十三次》・日本橋 浮世繪畫師歌川廣重繪
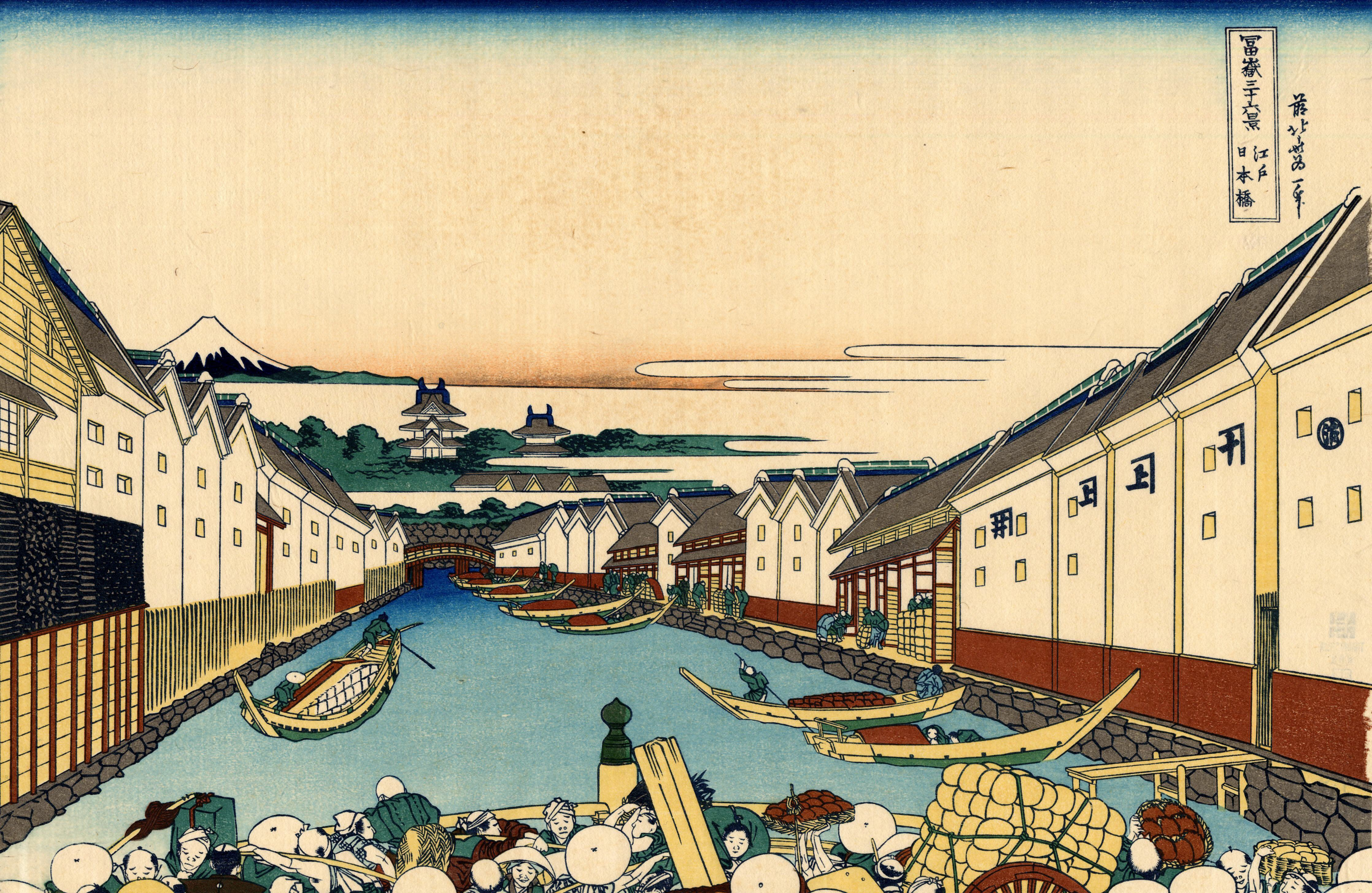
葛饰北斋《富岳三十六景·江户日本桥》
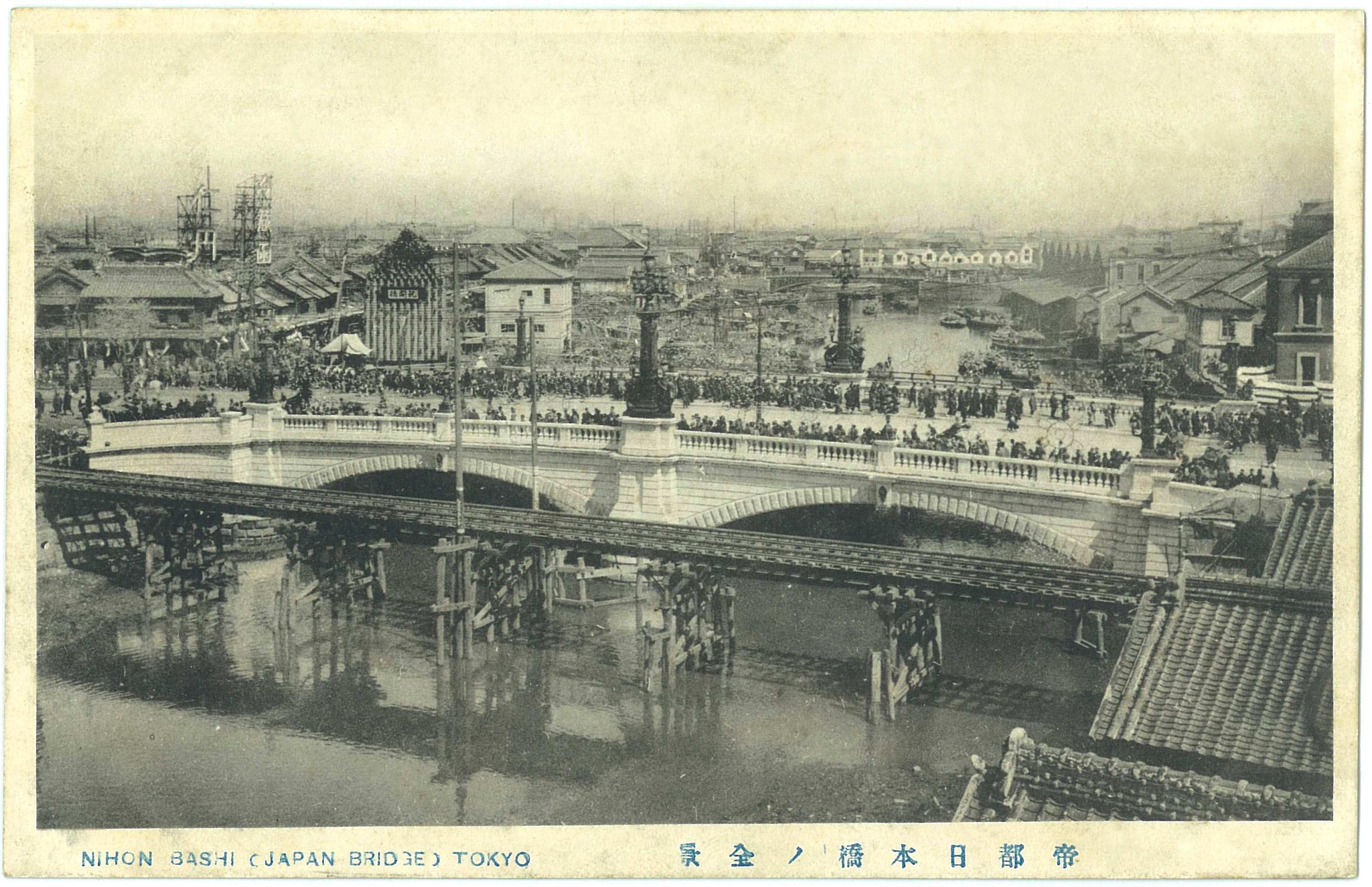
日本橋，1911年4月。
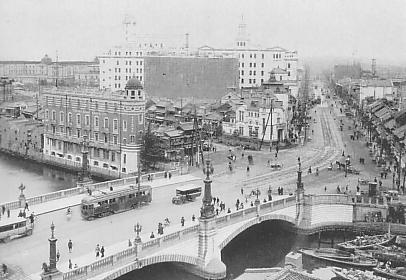
大正時代
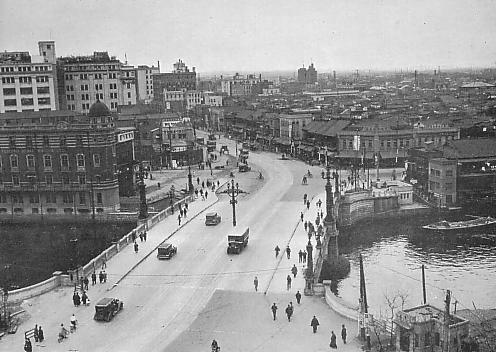
1933年
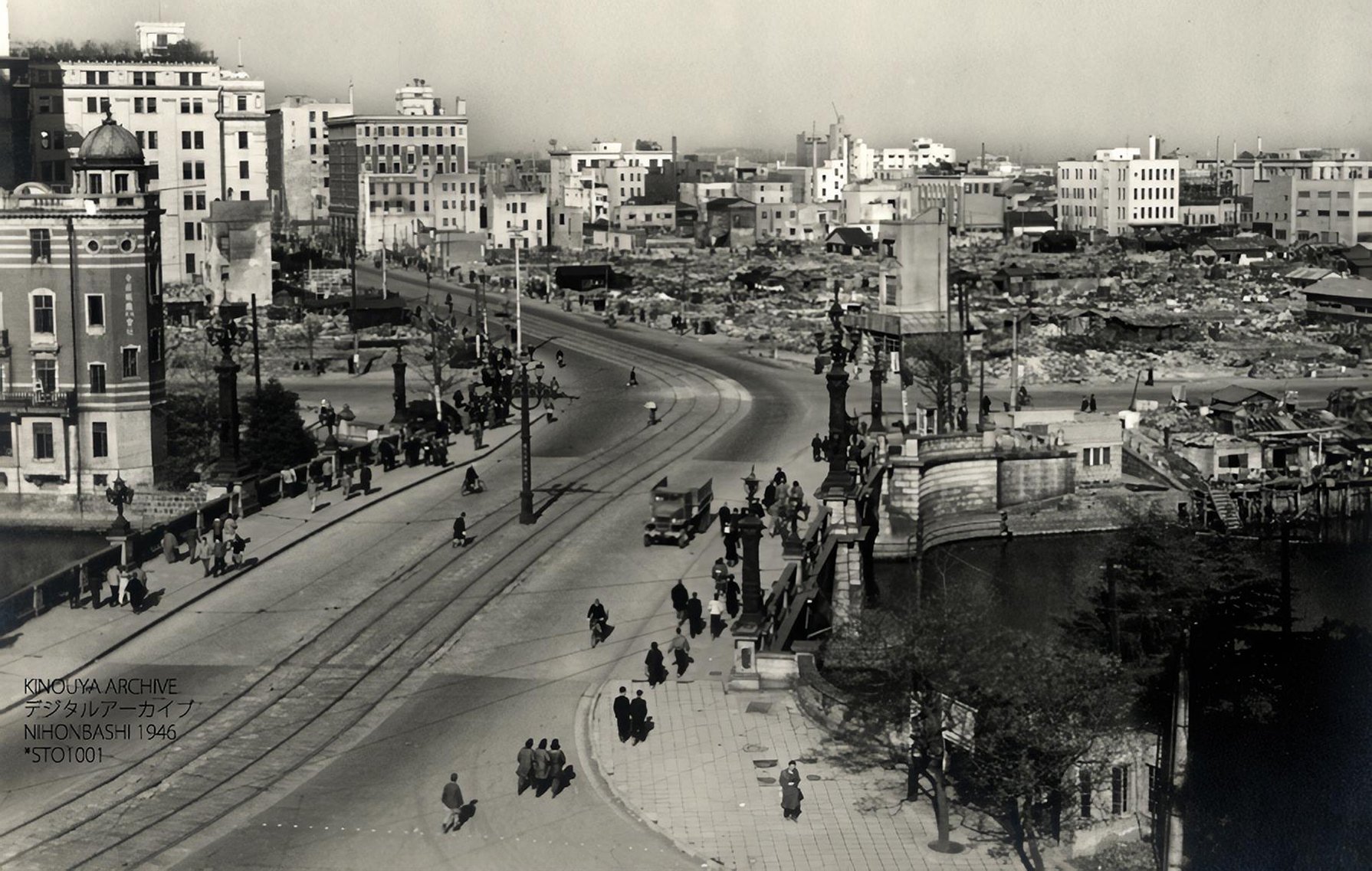
1946年

### 道路元標
從江戶時代開始，日本橋就被設定為日本全國公路網的起點。1911年，東京市政府在日本橋的橋面中央處架設「東京市道路元標」鐵柱，除了是公路原點標示物之外，也同時提供行經日本橋的東京市電（都電）路線做為電柱之用。1972年，行經日本橋的東京都電路線廢除，該鐵柱被移到西北方的橋頭空地上，改為在原址放置一塊50公尺見方的金屬地雕，刻有時任日本首相佐藤榮作書寫的「日本國道路元標」題字。由於道路元標地雕位於道路中央，較不方便民眾參觀，在原道路元標鐵柱旁另設有該地雕的複製品。
現時以日本橋為起點的日本國道包括以下7條：
- 國道1號（終點：大阪府大阪市梅田新道）
- 國道4號（終點：青森縣青森市）
- 國道6號（終點：宮城縣仙台市）
- 國道14號（終點：千葉縣千葉市）
- 國道15號（終點：神奈川縣橫濱市）
- 國道17號（終點：新潟縣新潟市）
- 國道20號（終點：長野縣鹽尻市）

由於自古以來重要的交通地位，因此該橋附近開設了不少歷史悠久的商店。現在附近有多間大型百貨公司，如三越總店、以及高島屋日本橋店。

### 文化財的日本橋
現在的日本橋（第19代）在平成11年（1999年）5月13日被指定為國家重要文化財（建築物）。但是被首都高速道路高架橋所覆蓋的景觀受到多方議論。平成18年（2006年），專家建議將首都高速道路地下化，周邊開發為親水公園。雖然當時首相小泉純一郎支持這項提案，但高達5000億圓的預算，遭到當時東京都知事石原慎太郎的反對，表示「日本橋應該被遷走」。韓國首爾的清溪高架道路撤除計畫可作為借鏡。

### 交通
鄰橋〈日本橋川〉
（上游）西河岸橋 ― 日本橋 ― 江戶橋（下游）

### 與日本橋的距離（國道）
| - 橫濱 30km - 静岡 197km - 名古屋 386km - 宇都宮 109km - 福島 268km - 仙台 347km | - 水戶 109km - 磐城 193km - 仙台 346km - 船橋 25km - 千葉 40km | - 川崎 19km - 橫濱 29km - 高崎 104km - 前橋 116km - 新潟 350km | - 八王子 46km - 甲府 141km - 鹽尻 225km |

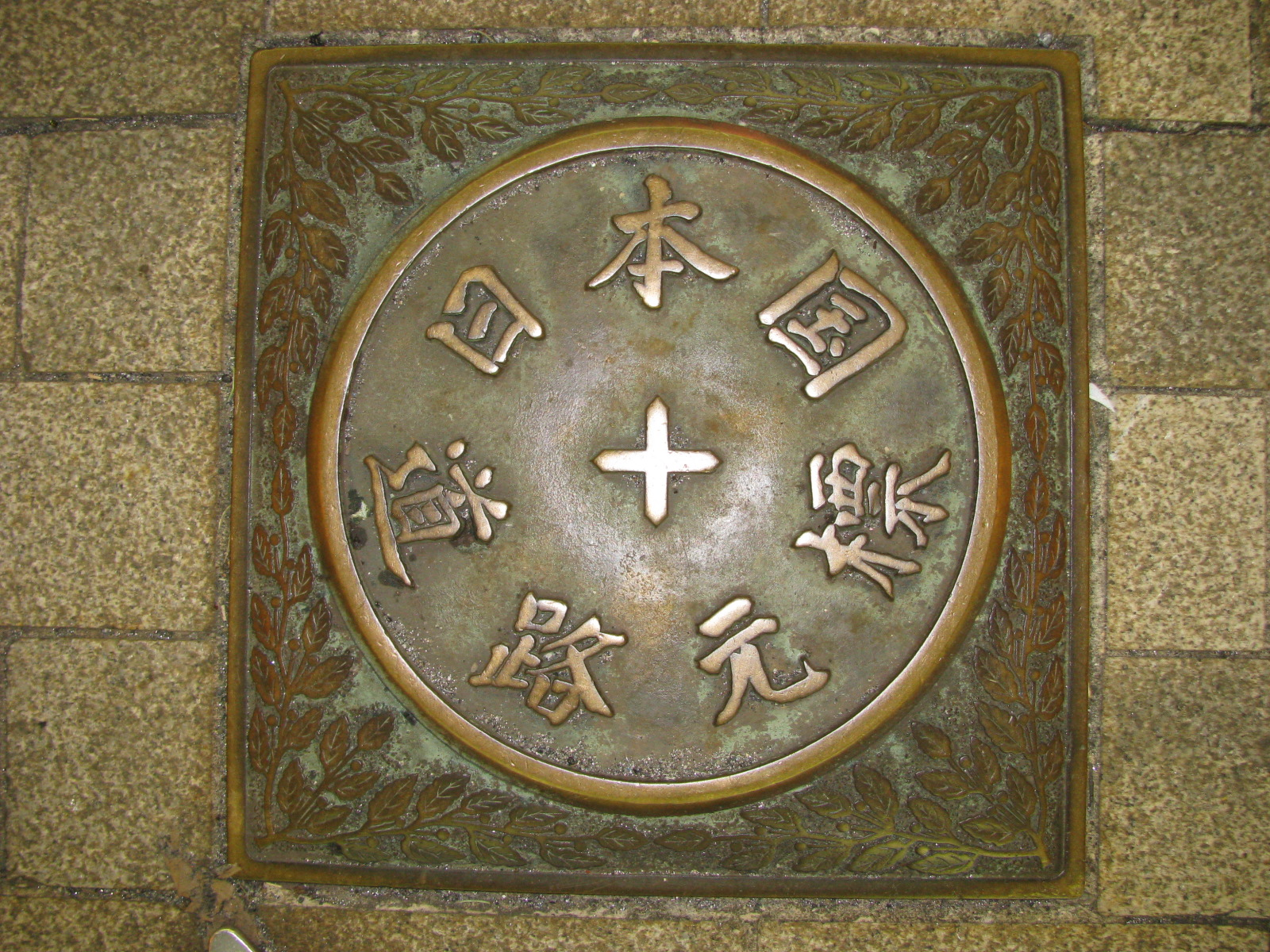
位於橋中央處的「日本國道路元標」
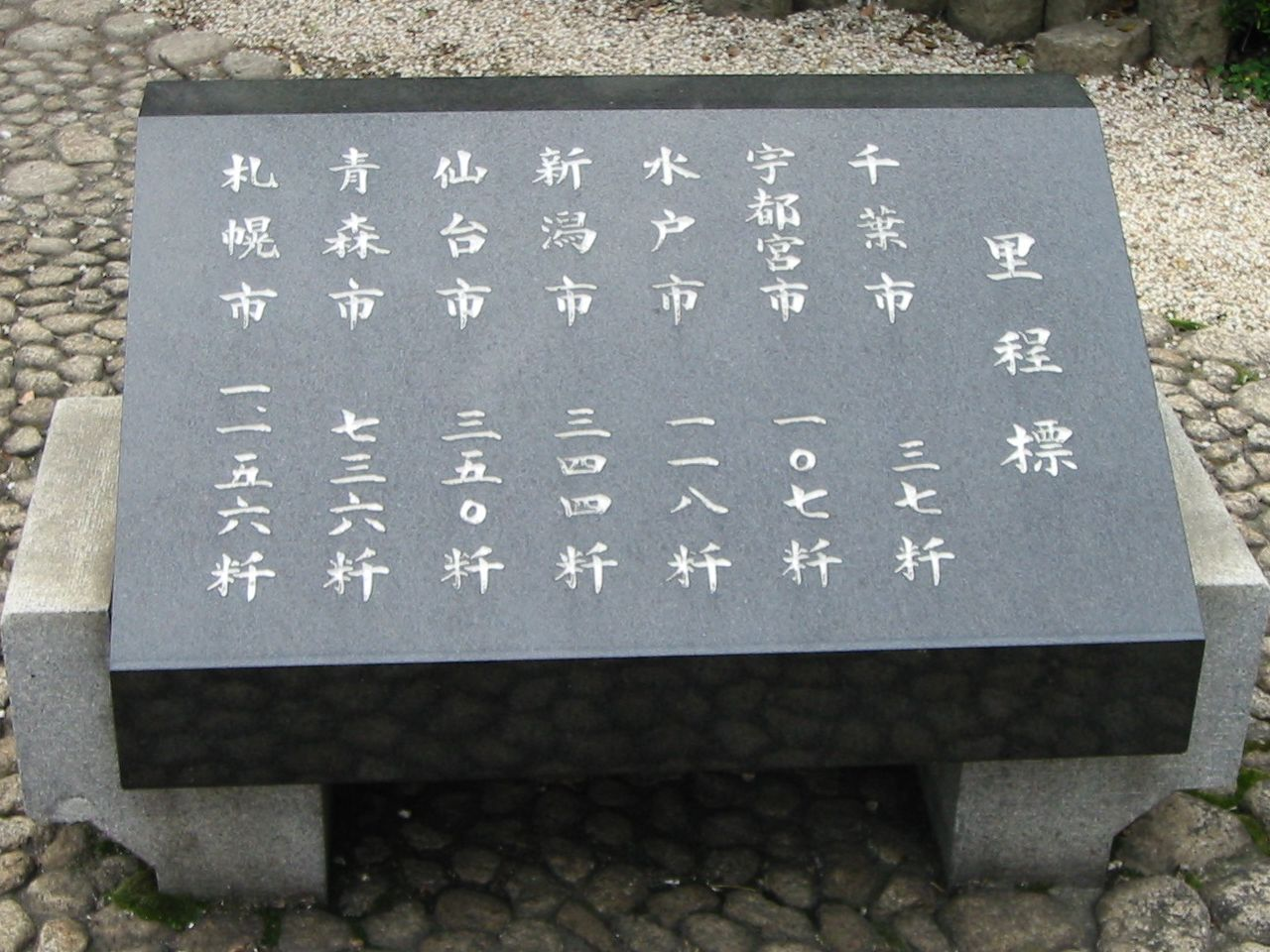
道路里程標 (東日本方向)
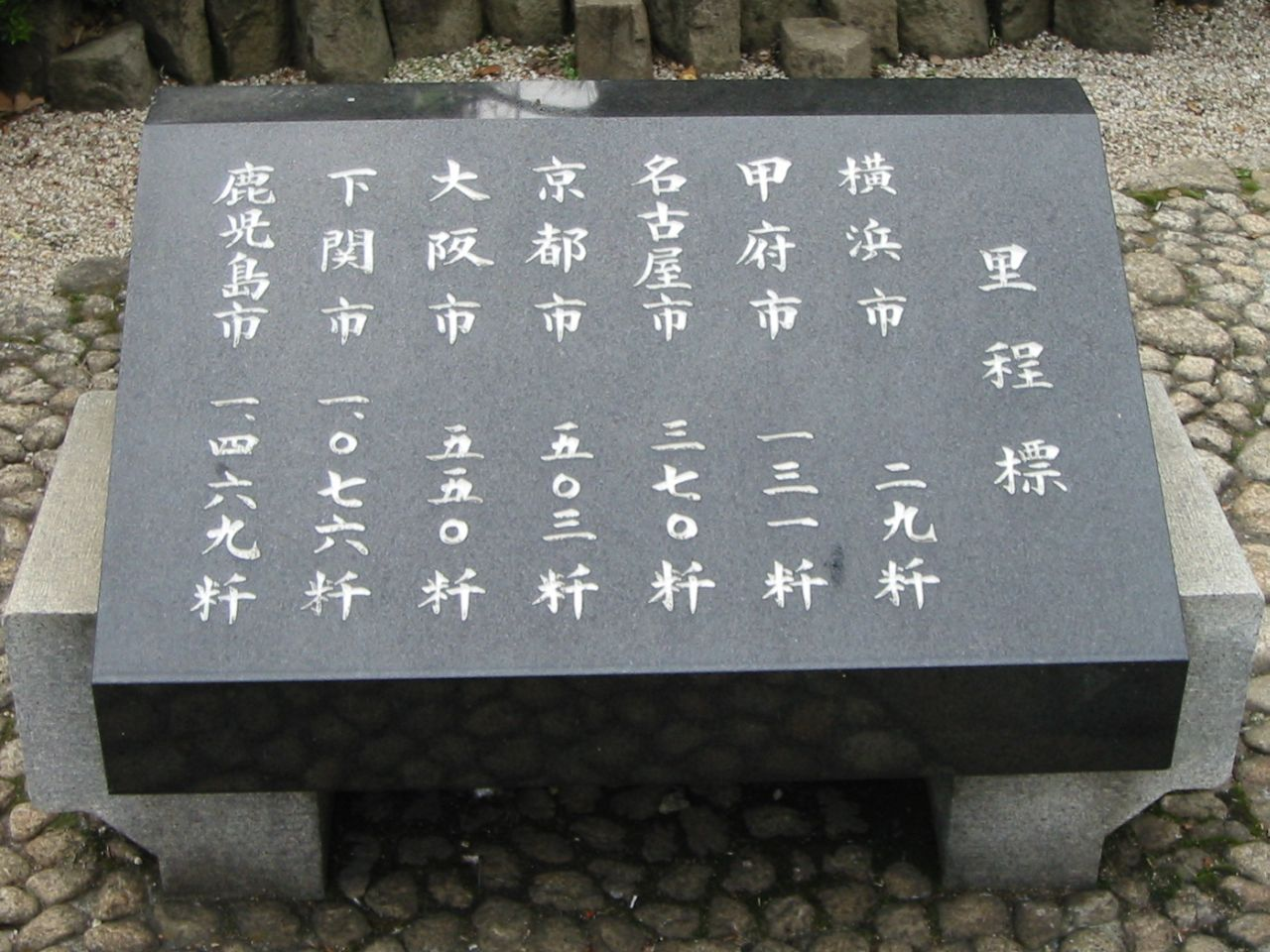
道路里程標 (西日本方向)
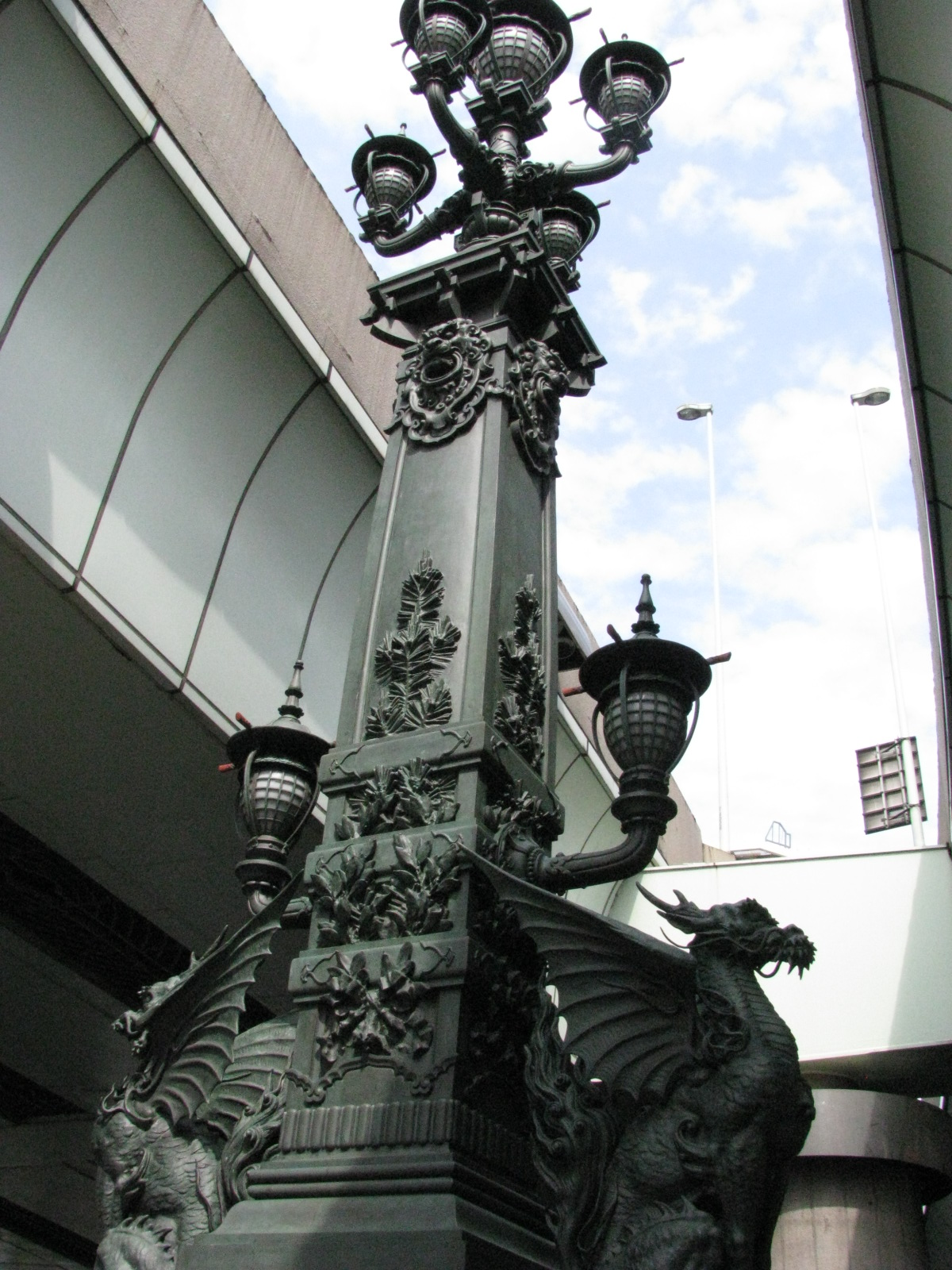
日本橋中央柱的麒麟
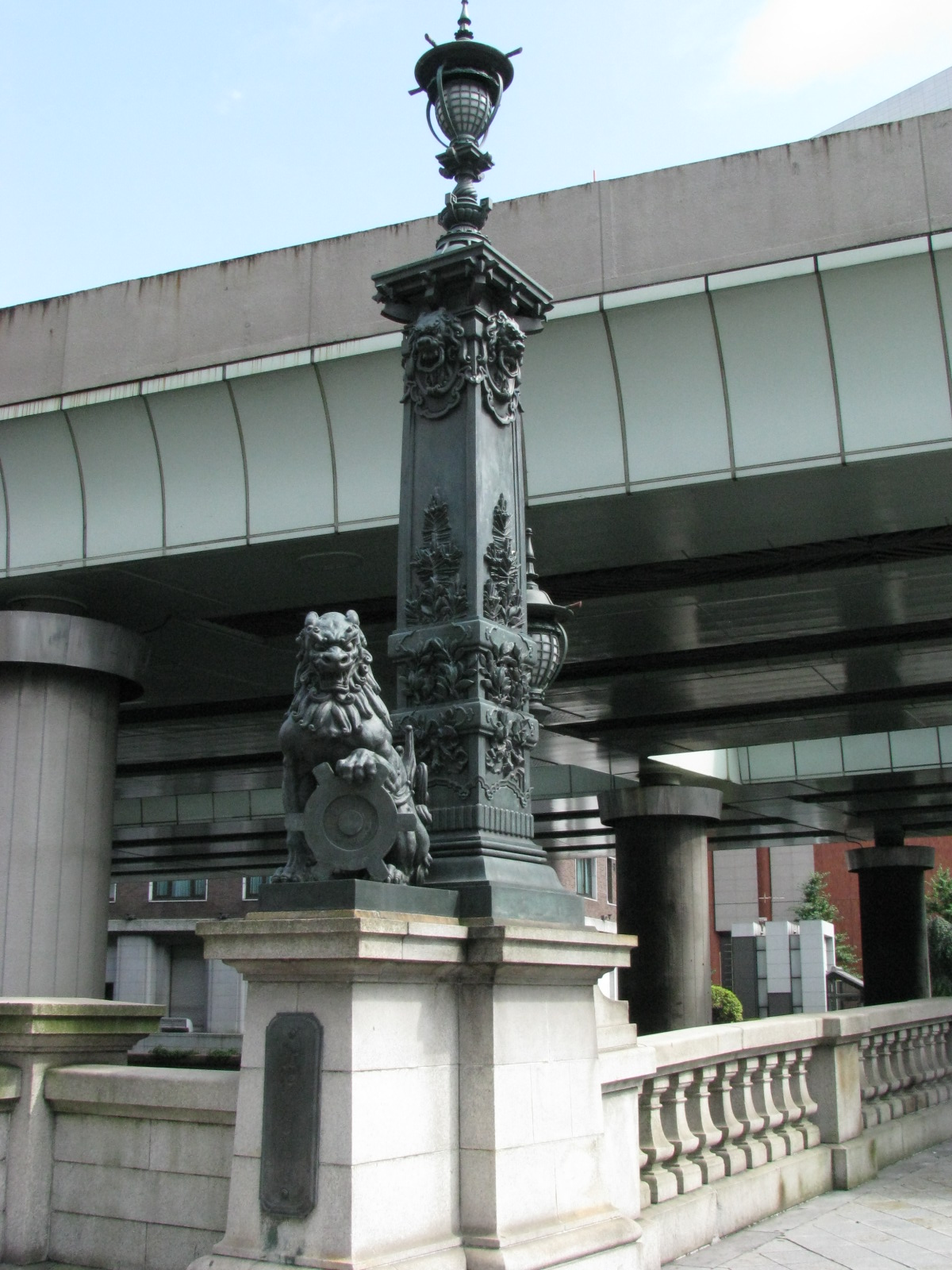
日本橋親柱的獅子像，可見東京市市徽，即今之東京都徽
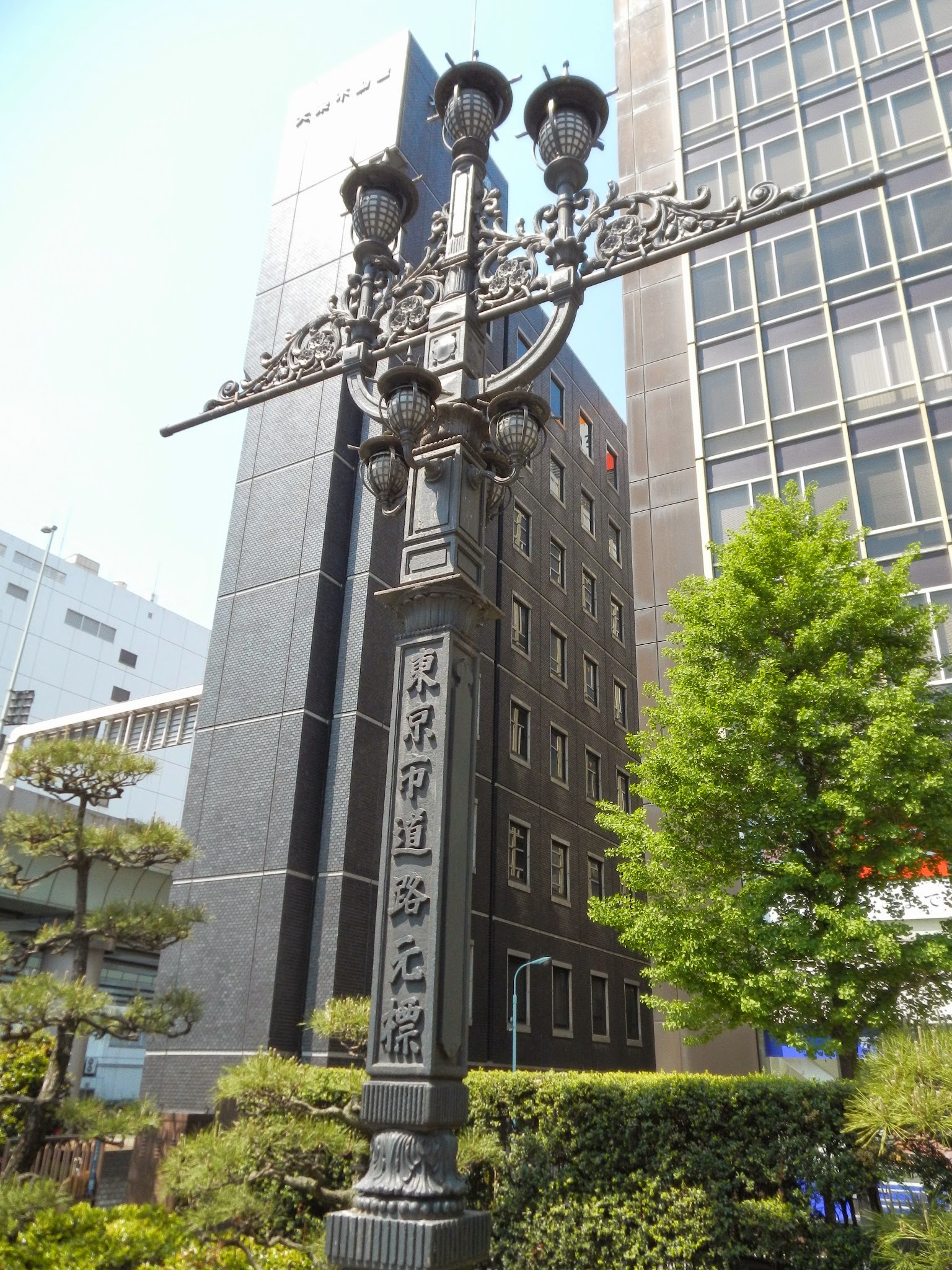
原置於橋中央處、現在移置至橋北端處的「東京市道路元標」鐵柱

## 日本橋 (町名)
「日本橋」是東京都中央區的町名，位於日本橋（橋梁）的西南側，屬舊日本橋區。郵遞區號為103-0027。日本銀行本店與東京證券交易所都位於日本橋地區內，是日本最具代表性的金融街。
河川・橋
- 日本橋川
  - 日本橋
  - 江戶橋（日语：江戸橋 (東京都)）

### 歷史

#### 近代以前
現在的日本橋為中心的地區，相當於古代的武藏國豐嶋郡，其中有塊稱為江戶鄉前嶋村的地區。江戶歷經江戶氏、太田道灌、後北條氏等人的治理，德川幕府開府後成為早期開發的區域之一。之後日本橋的架設讓此地成為交通要地，現三越前身的越後屋等大店聚集，金座與銀座都位於周邊地區，成為江戶代表地區而繁榮。

#### 近代以後
明治元年（1868年）、江戶府内成立東京府，日本橋在維新的混亂中沉寂。但在煤氣燈與鐵道馬車的敷設下，日本橋逐漸回到江戶時期的繁華。明治11年（1878年）施行郡區町村編制法，日本橋與周邊地區成立日本橋區。明治22年（1889年）歸屬東京市。明治29年（1896年）日本銀行本店竣工。越後屋與白木屋陸續轉型成百貨店，明治41年（1908年）三越的洋館店舗落成，洋風建築隨之增加。
大正12年（1923年）發生關東大地震，日本橋區損害嚴重。但隨後推動土地區画整理事業，進行河川道路改建擴寬與土地翻新。
第二次世界大戰，日本橋區在昭和20年（1945年）的空襲中損失大半區域。戰後，東京都合併日本橋區與京橋區為中央區，舊日本橋區町名冠上「日本橋」。現在中央區北部可見為數眾多的「日本橋○○町」。
之後進行戰後重建，日本橋吳服橋改為八重洲一丁目，昭和45年（1970年）以後開始實施住居表示，進行町名統合，部分町名廢除，成立日本橋與東日本橋（舊日本橋兩國）等新町。昭和48年（1973年）。因實施住居表示，「日本橋通」（一〜三丁目）與「日本橋江戶橋」（一〜三丁目）合併成立現在的日本橋。
冠以「日本橋」的現町名：
- 日本橋大傳馬町
- 日本橋蠣殼町1丁目、2丁目
- 日本橋兜町
- 日本橋茅場町1丁目～3丁目
- 日本橋小網町
- 日本橋小傳馬町
- 日本橋小舟町
- 日本橋富澤町
- 日本橋中洲
- 日本橋人形町1丁目～3丁目
- 日本橋馬喰町1丁目、2丁目
- 日本橋箱崎町
- 日本橋濱町1丁目～3丁目
- 日本橋久松町
- 日本橋堀留町1丁目、2丁目
- 日本橋本石町1丁目～4丁目
- 日本橋本町1丁目～4丁目
- 日本橋室町1丁目～4丁目
- 日本橋橫山町

未冠以「日本橋」的現町名：
- 日本橋一丁目～3丁目
- 東日本橋1丁目～3丁目
- 八重洲1丁目

### 町名由來
來自此地的道路「日本橋」。

### 觀光
景點、古蹟
- 時之鐘跡
- 日本橋一丁目三井大樓（日语：日本橋一丁目三井ビルディング）（COREDO日本橋）
- 日本橋高島屋
- 丸善（日语：丸善）日本橋店－日本橋丸善東急大樓（日语：日本橋丸善東急ビル）內

### 設施
所轄之警察署、消防署
- 中央警察署（日语：中央警察署 (東京都)）（所在地：日本橋兜町）
- 日本橋消防署（所在地：日本橋兜町）

主要企業
- 日本橋郵便局（日语：日本橋郵便局）－日本郵政發源地
- 野村證券本社
- 東海東京金融控股本社、東海東京證券東京本部
- 日本美林證券本社
- 高絲本社
- 國分（日语：国分 (商社)）本社
- TDK本社
- 協同乳業（日语：協同乳業）本社
- 西川產業（日语：西川産業）本社
- 三菱倉庫本社
- DIC（日语：DIC (企業)）本社
- 恩瓦德控股（日语：オンワードホールディングス）本社
- 東日本銀行（日语：東日本銀行）本店
- 武田藥品工業東京本社
- Fuji Staff（日语：フジスタッフ）本社（也有宇都宮本社，這裡也是登記上的本店）
- 榮太樓總本鋪（日语：榮太樓總本鋪）本店（登記上。本社事務所在調布市）

### 交通
鐵路
- 東京地下鐵日本橋站（○銀座線、○東西線） - 副站名為高島屋前。
- 都營地下鐵日本橋站（○淺草線） - 舊江戶橋站

巴士
- 都營巴士東20（日语：都営バス臨海支） 日本橋
- 都營巴士東22（日语：都営バス江東営業所） 日本橋
- 都營巴士東22乙（日语：都営バス江東営業所） 日本橋
- 都營巴士東42甲（日语：都営バス南千住営業所） 日本橋
- MetroLInk日本橋（日语：メトロリンク日本橋） 地下鐵日本橋站 / 日本橋南詰 / 日本橋二丁目 / 日本橋三丁目

道路
- 永代通（日语：永代通り）
- 江戶通
- 中央通
- 八重洲通（日语：八重洲通り）

首都高速道路、出入口
- 首都高速都心環狀線
- 江戶橋出入口
- 江戶橋JCT

### 以日本橋為舞台的作品
繪畫
- 『東海道五十三次之内 日本橋』：歌川廣重的浮世繪。
- 『木曾街道 續之壹 日本橋 雪之曙』：溪齋英泉的名所繪（浮世繪）[8]。
- 『熈代勝覧』

小說
- 『大番（日语：大番 (小説)）』（昭和31年〈1956年〉）〜昭和33年〈1958年〉）：獅子文六著
- 『紅色手指』（平成18年〈2006年〉）：東野圭吾著
- 『新參者』（平成21年〈2009年〉）：東野圭吾著
- 『麒麟之翼』（平成23年〈2011年〉）：東野圭吾著
- 『當祈禱落幕時』（平成25年〈2013年〉）：東野圭吾著

電影
- 『永遠的三丁目的夕陽2』（平成19年〈2007年〉）：西岸良平（日语：西岸良平）原作
- 『次世代機動警察－首都決戰（日语：THE NEXT GENERATION -パトレイバー-）』，2015年日本電影，《機動警察》真人系列

民謠
- 『御江戶日本橋』

## 外部連結
- 八重洲一丁目・日本橋地區 - 東京都中央區官方網站 （日語）
- 日本橋 從百年歷史到下個百年 ～修復工程介紹～ - 國土交通省東京國道事務所 （日語）
- 日本橋的歷史 - 國土交通省東京國道事務所 （日語）
- 日本橋美人計劃 （日語）
- 日本橋商圈網站（三井不動產架設） （日語和英語）
- MOVE! 攜手城市發展 地下化施工正式展開 | 首都高速道路日本橋區間地下化事業 （日語）